# Рабиа Шерми Кадын-эфенди
Рабиа́ Шерми́ Кады́н-эфе́нди (тур. Rabia Şermi Kadın Efendi), также Шерми́ Кады́н-эфе́нди (тур. Şermi Kadın Efendi; ум. 1732 в Стамбуле) — наложница османского султана Ахмеда III, мать султана Абдул-Хамида I. Рабиа Шерми скончалась до восшествия сына на престол, поэтому не носила титул валиде-султан, а только титул жены султана кадын-эфенди.

## Имя
Турецкий историк Недждет Сакаоглу называет эту наложницу Ахмеда III Шерми Рабиа Кадын-эфенди (тур. Şermi Rabia Kadın Efendi), Рабиа́ Шерми́ Кады́н-эфе́нди (тур. Rabia Şermi Kadın Efendi) и Шерми́ Кады́н-эфе́нди (тур. Şermi Kadın Efendi), отмечая, что в правление Ахмеда III использовался именно последний вариант. Турецкий историк Чагатай Улучай называет её Шерми́ Кады́н-эфе́нди (тур. Şermi Kadın Efendi), отмечая, что встречается вариант Рабиа́ Шерми́ Кады́н-эфе́нди (тур. Rabia Şermi Kadın Efendi). Османский историк Сюрея Мехмед-бей указывает только один вариант имени — Рабиа́ Шерми́ Кады́н-эфе́нди (тур. Rabia Şermi Kadın Efendi). Османист Энтони Олдерсон указывает её как Рабыа́ Шерми́ (тур. Rabıa Şermi).

## Биография
О происхождении Рабии Шерми данных нет. Неизвестно как и когда она попала в гарем османского султана Ахмеда III, однако 20 марта 1725 года она родила сына — будущего султана Абдул-Хамида I. Достоверно неизвестно, были ли ещё дети у султана от Рабии Шерми Кадын-эфенди.
Когда Абдул-Хамиду было три года, по желанию и на средства Рабии Шерми в Ускюдаре при комплексе Шемси-паши был построен фонтан для омовений. Строительство фонтана упоминается в одном из стихов дивана османского поэта того времени, писавшего под псевдонимом Рами́.
Когда в 1730 году Ахмеда III свергли, пятилетнего сына Рабии Шерми поместили в кафес, где он провёл 44 года, а сама она отправилась в Старый дворец, где после свержения мужа прожила всего два года.
Рабиа Шерми умерла в Стамбуле. Касательно даты её смерти историки расходятся во мнениях. Современник сына Рабии Шерми Хюсеин Айвансарайы в своём труде «Сад мечетей» (тур. Hadikatü'l Cevami) и османский историк Сюрея Мехмед-бей в «Реестре Османов» указывают датой смерти Рабии Шерми 1135 год по хиджре, что соответствует 1722/1723 годам по григорианскому летоисчислению. Однако турецкие историки Чагатай Улучай и Недждет Сакаоглу указывают, что эта дата неверна. Улучай отмечает, что большинство историков указывает 1145 год по хиджре в качестве даты смерти Рабии Шерми, что соответствует 1732 году по григорианскому календарю; эта же дата значится и на её могиле. Кроме того, Абдул-Хамид I родился в 1137 году по хиджре — через два года после даты смерти его матери, указанной Айвансарайы и Сюреёй.
Причина смерти Рабии Шерми неизвестна, однако Чагатай Улучай отмечает тот факт, что в одно время с ней умерло ещё несколько женщин из гарема свергнутого султана: Фатьма Хюмашах Кадын-эфенди и, вероятно, Эметуллах Кадын-эфенди и её дочь Фатьма-султан. Не ясно, было ли это просто стечение обстоятельств, или же эти женщины умерли насильственной смертью. Вместе с тем, Недждет Сакаоглу из перечисленных Улучаем женщин подтверждает смерть только Фатьмы-султан в одно время с Рабиёй Шерми, указывая, что ещё одной наложницей Ахмеда III, умершей в этот период, была Михришах Кадын-эфенди. Сакаоглу посчитал, что причиной этих смертей могла быть какая-то эпидемия или же отравление. Более того, Олдерсон указывает, что Фатьма Хюмашах умерла в 1742 году — спустя 10 лет после описываемых событий.
Сюрея и Улучай указывают, что Рабиа Шерми Кадын-эфенди была похоронена на кладбище при Новой мечети в Стамбуле. Однако Сакаоглу пишет, что согласно записям дворца Топкапы, Рабиа Шерми и Михришах были похоронены в тюрбе Джедит-Хаватин в Новой мечети в одно время. Он также пишет, что могила Рабии Шерми расположена рядом с входом в тюрбе и оформлена в стиле рококо; на её надгробии вышиты туба, кипарис и цветочные мотивы, сбоку имеется надпись «Валиде-и султан Абдулхамид».
В память о матери Абдул-Хамид I построил мечеть Бейлербейи в Ускюдаре.